# Тевяшев Андрій Дмитрович
Тевяшев Андрій Дмитрович (нар. 26 березня 1945 у м. Геленджик Краснодарського краю, РРФСР) — український науковець, фахівець з прикладної математики, доктор технічних наук, професор, завідувач кафедри прикладної математики Харківського національного університету радіоелектроніки (з 1986), академік Академії наук прикладної радіоелектроніки, член Української нафтогазової академії (з 1996).

## Біографія
Андрій Тевяшев народився 26 березня 1945 року у м. Геленджик Краснодарського краю, РРФСР.
У 1968 році він завершив навчання у Харківському політехнічному інституті імені В. І. Леніна за спеціальністю математичні й лічильно-обчислювальні прилади та пристрої і отримав атестат з відзнакою.
За розподілом був відправлений до Калуги, де до 1970 року працював на посаді інженера Калузького науково-дослідного радіотехнічного інституту.
З 1970 по 1972 роки Андрій Тевяшев служив у званні лейтенанта в лавах Радянської Армії.
З 1972 по 1974 роки працював інженером на кафедрі математичних машин дискретної дії Харківського інституту радіоелектроніки. Того ж року став аспірантом Харківського інституту радіоелектроніки.
У 1978 році Андрій Тевяшев захистив кандидатську дисертацію за спеціальністю «технічна кібернетика і теорія інформації» та був прийнятий на посаду старшого викладача кафедри прикладної математики і обчислювальної техніки в Харківському інституті інженерів комунального будівництва.
Андрій Тевяшев у 1984 році захистив докторську дисертацію за спеціальністю «технічна кібернетика і теорія інформації». (рос.)
У 1986 році він обійняв посаду завідувача кафедри прикладної математики Харківського національного університету радіоелектроніки, яким є і до сьогодні.

## Наукова робота
Андрій Тевяшев досліджує проблеми розробки і впровадження стохастичних моделей й методів, нових інформаційних ресурсозберігаючих та екологічно безпечних технологій видобутку, підготовки, транспорту й розподілу цільових продуктів в системах енергетики.
Він був науковим керівником серії «Інформаційно-аналітичних систем управління технологічними процесами» газопостачання, електропостачання, водопостачання і водовідведення, впроваджених підприємствами України (у 2011—2012 роках під його керівництвом відбувалася розробка та впровадження програмного комплексу з прогнозування процесів споживання природного газу всіх категорій внутрішніх споживачів газотранспортної системи України) і Росії:
- «Інформаційно-аналітична система управління насосними станціями КХВВ» (ДКП «Харківкомуночиствод», 2000);
- «Регіональна автоматизована система управління об'єктами газопостачання» (ДКП «Харківкомуночиствод», 2003);
- «Система оперативного виявлення витоків і несанкціонованих відборів з конденсатопроводів» (ДК «Укргазвидобування», 2005).
- «Інформаційно-аналітична система оперативно-диспетчерського управління технологічними процесами водовідведення» (ДКП «Харківкомуночиствод», 2006)
- «Розробка та впровадження комплексу програм розрахунку та аналізу основних показників функціонування» (ГТС УМГ «Донбастрансгаз», 2006);
- «Розробка та впровадження комплексу програм моделювання та оптимізації режимів роботи КС» (Новопсков УМГ «Донбастрансгаз», 2008).

Він член двох спеціалізованих рад із захисту докторських (Д 64.052.02 і Д 64.807.02) і головуючий ради із захисту кандидатських дисертацій (К64.052.07). Керівник успішно захищеної докторської та 17 кандидатських дисертацій.
Андрій Тевяшев член та активний учасник роботи методичної комісії з прикладної математики Міністерства освіти і науки України, секції наукової ради Міністерства освіти і науки України, оргбюро Міжнародного наукового семінару «Методичні питання дослідження надійності великих систем енергетики» СО Російської Академії Наук.
Також він є членом редакційних колегій журналів: науковий вісник Інституту економіки та нових технологій «Нові технології»; Східноєвропейський журнал передових технологій; науково-технічний збірник «Проблеми біоніки».

## Творчий доробок
Андрій Тевяшев має понад 300 публікацій (монографії, статті, методичні розробки і чотири серії навчальних посібників з грифом Міністерства освіти і науки України) та 5 авторських свідоцтв, зокрема:
1. Евдокимов А. Г., Дубровский В. В., Тевяшев А. Д. Потокораспределение в инженерных сетях. — М.: Стройиздат, 1979. — 199с.
2. Евдокимов А. Г., Тевяшев А. Д. Оперативное управление потокораспределением в инженерных сетях. — Харьков: Вища школа, 1980. — 144с.
3. Евдокимов А. Г., Дубровский В. В., Тевяшев А. Д. Моделирование и оптимизация потокораспределения в инженерных сетях. — М.: Стройиздат, 1990. — 365с.
4. Тевяшев А. Д., Литвин А. Г. Высшая математика. Общий курс. Сборник задач и упражнений. — Харьков, ХТУРЭ, 1997. — 191 с.[5]
5. Тевяшев А. Д., Литвин А. Г. Высшая математика. Общий курс. Сборник задач и упражнений. — Харьков, «Рубикон», 1999. — 320 с.[5]
6. Надёжность систем энергетики / Сухарев М. Г., Тевяшев А. Д. и др./ — Новосибирск: Наука. Сибирское отделение РАН, 1999. — 434 с.
7. Трубопроводные системы энергетики. Модели, приложения, информационные технологии / Сухарев М. Г., Тевяшев А. Д. и др./ — М.: Нефть и газ, 2000. — 320с.
8. Современные проблемы надежности систем энергетики: модели, рыночные отношения, управление реконструкцией и развитием / М. Г. Сухарев, Тевяшев А. Д. и др. — М.: Нефть и газ, 2000. — 374 с.
9. Тевяшев А. Д., Гусарова И. Основы дискретной математики в примерах и задачах: Учеб. пособие для студентов направления « Прикладная математика».– Х.: ХГТУРЭ, 2001. — 272 с.[6]
10. Надежность систем энергетики / под ред Воропай Н. И., Тевяшева А. Д. — Новосибирск: Наука, 2003. — 374 с.
11. Трубопроводные системы энергетики. Управление развитием и функционированием, /под ред. Тевяшева А. Д. — Новосибирск: Наука, 2003. — 586 с.
12. Трубопроводные системы энергетики. Развитие теории и методов математического моделирования и оптимизации,/ Н. Н. Новицкий, М. Г. Сухарев, А. Д. Тевяшев и др. — Новосибирск: Наука,2008. — 312 с.
13. Трубопроводные системы энергетики: математическое моделирование и оптимизация,/ Н. Н. Новицкий, М. Г. Сухарев, А. Д. Тевяшев и др./- Новосибирск: Наука,2010. — 419 с.
14. Методические вопросы исследования недёжности больших систем энергетики, Вып..61, Проблемы исследования и обеспечения надежности либерализованных систем энергетики, /под ред. Воропай Н. И., Тевяшева А. Д. — Иркутск: ИСЭ СО РАН, 2011. — 548 с.

## Нагороди та премії
- Знак «Відмінник освіти України» (2004);
- Грамота Верховної Ради України (2010);
- Нагрудний знак «За наукові досягнення» (2005);
- Почесна грамота Міністерства освіти і науки України (2001);
- Друге місце в конкурсі «Вища школа Харківщини — кращі імена» в номінації «Кращий викладач фундаментальних дисциплін» (2000);
- Друге місце в конкурсі «Вища школа Харківщини — кращі імена» в номінації «Кращий завідувач кафедри» (2003)